# Adventureland Treehouse
Adventureland Treehouse inspired by Walt Disney’s Swiss Family Robinson (of simpelweg Adventureland Treehouse) is een walkthrough in Adventureland in het Disneyland Park in Disneyland Resort in Anaheim, Californië.
De huidige versie van de attractie werd geopend op 10 november 2023 en is een eerbetoon aan de originele attractie die Walt Disney en zijn Imagineers in 1962 bouwden voor de hitfilm Swiss Family Robinson.

## Originele versie
De originele Swiss Family Treehouse werd geopend op 18 november 1962, twee jaar na de Disney-film Swiss Family Robinson (1960). Disney-animator Wolfgang Reitherman, die de boomhut voor de film ontwierp, leverde een bijdrage. Met een hoogte van 21 meter en een breedte van 24 meter, en gebouwd van beton en gewapend staal, woog de attractie 150 ton. De boomsoort kreeg de naam "Disneyodendron semperflorens grandis - grote, altijd bloeiende Disney-boom".
John Mills, die William Robinson in de film speelde, en zijn dochter Hayley verschenen bij de opening van de attractie.
De attractie was een walkthrough in plaats van een rit, waarbij bezoekers 68 treden in de stam van de boom omhoog liepen door verschillende 'kamers' die waren ontworpen rond het thema van de film, met voorwerpen en structuren die leken alsof ze afkomstig waren uit scheepswrakken uit de 19e eeuw. De attractie opende oorspronkelijk met roodbruine bladeren. De rode bladeren vervaagden echter heel gemakkelijk in de zon en werden uiteindelijk ergens in het begin van de jaren zestig vervangen door groene bladeren.

## Tarzan's Treehouse
In maart 1999 werd Swiss Family Treehouse gesloten, en Imagineers gaven de attractie een nieuw thema, zodat het samenviel met de binnenkort uit te brengen Tarzan-film. De gigantische kunstmatige boom kreeg een uitgebreide make-over, inclusief het versterken van de structuur van de boom, 6.000 vervangende vinylbladeren, een hangbrug van een nieuwe ingang via een nieuwe naburige boom en een verscheidenheid aan interactieve elementen. De boom was 25 meter hoog, woog 150 ton en bevatte in totaal 300.000 vinylbladeren.
Op 23 juni 1999 werd Tarzan's Treehouse geopend voor parkgasten, net toen Disney's geanimeerde Tarzan in première ging in de bioscopen. In de nieuwe attractie was ook een eerbetoon te vinden aan het voormalige Swiss Family Treehouse, zo was het nummer "Swisskapolka" te horen uit een vintage grammofoon.
In november 2019 brak een houten plank van de brug naar Tarzan's Treehouse, waardoor de attractie voor een korte periode moest sluiten wegens reparatie.
In september 2021 werd de attractie gesloten wegens renovatiewerkzaamheden, en in april 2022 begon de sloop van de brug en de naburige boom die toegang gaven tot de attractie.